# Eva Landeck
Eva Landeck (Buenos Aires, 1922) é uma diretora de cinema Argentina cujo nome completo é Eva Fainsilberg Landeck.

## Carreira profissional
Em sua infância, inclusive antes que soubesse ler as legendas, seu pai a levava para ver filmes, por exemplo do cineasta soviético Pudovkin e assim se familiarizou com imagens que anos depois começou a ver e analisar com um olhar profissional.
Entre 1945 e 1948 estudou na Faculdade de Filosofia e Letras, onde completou a carreira de psicologia, se casou, teve dois filhos, e quando eles eram adolescentes começou a estudar cinema. Estudou fotografia com Pablo Tabernero, direção de atores com Hedy Crilla e Augusto Fernandes e realizou práticas de cinema na Associação de Cinema Experimental de Buenos Aires, cuja primeira produção integrou.
Em 1963 realizou o curta-metragem Bairros e teatros de Buenos Aires para a televisão alemã.  Seguiu com outros curta-metragem como o de ficção Entremé, com a atuação de Federico Luppi, Arturo Maly, Agustín Alezzo e Cora Rocha. Por Horas extras foi premiada com um diploma de honra no Festival Cinematográfico Internacional de Oberhausen de 1967 e O emprego ganhou o prêmio Medalha de Prata no Festival de curta-metragem de Cannes; no mesmo atuaram Irene Morack, Carlos Roffé e Carlos Antón e o filme misturou elementos oníricos, subconscientes e imaginários com outros reais.
De filmar em 16 milímetros passou ao formato de 35 milímetros. Seu primeiro longa-metragem terminou-se em 1973 e estreou-se o 22 de agosto de 1974; era Gente em Buenos Aires, sobre a falta de comunicação da gente na grande cidade, com Luis Brandoni e Irene Morack, quem também cantou a canção do filme, com o futuro diretor de cinema Aníbal Dei Salvo a cargo da câmara e a fotografia. Com esse filme foi a primeira diretora cinematográfica argentina que ganhou um prêmio - Menção Especial - na Mostra Internacional do Filme de Autor de San Remo em 1975.
Em 1979 estreou Este louco amor louco no que misturou diferentes personagens de época. Por último, em outubro do mesmo ano estreou O lugar da fumaça, uma produção uruguaia com a maioria dos técnicos de Argentina, que narrava a turnê teatral de um elenco pelo interior do país, que se torna um melodrama e deriva numa investigação policial.
Em seus filmes Eva Landeck misturou o real com o onírico, a  música clássica com o tango, o folkcore e o tecno.
Em 1995 publicou o livro Longe de Hollywood, uma ficção metalinguística vinculada ao "fazer" do cinema. Em 2013 foi premiada com o Prêmio Cóndor de Prata à trajetória.

## Filmografia
Diretora
- Bairros e teatros de Buenos Aires (curta-metragem) (1963)
- As ruínas de Pompeya (curta-metragem) (1965)
- Domingos de Hyde Park (curta-metragem) (1965)
- Horas extras (curta-metragem) (1966)
- Entremés (curta-metragem) (1966)
- O emprego (curta-metragem) (1970)
- Gente em Buenos Aires  (1974)
- O lugar da fumaça   (1979) (produção uruguaia)
- Este louco amor louco  (1979)

Roteirista
- Este louco amor louco (1979)

Argumento
- Este louco amor louco (1979)

## Ligações externos
- Informação sobre Eva Landeck em Internet Movie Data Base
- Informação sobre Eva Landeck no lugar do cinema nacional